# Pouteria brevipedicellata
Pouteria brevipedicellata  é um espécie de planta na família Sapotaceae. É encontrada na Nova Caledônia.